# Автономные территории Китая

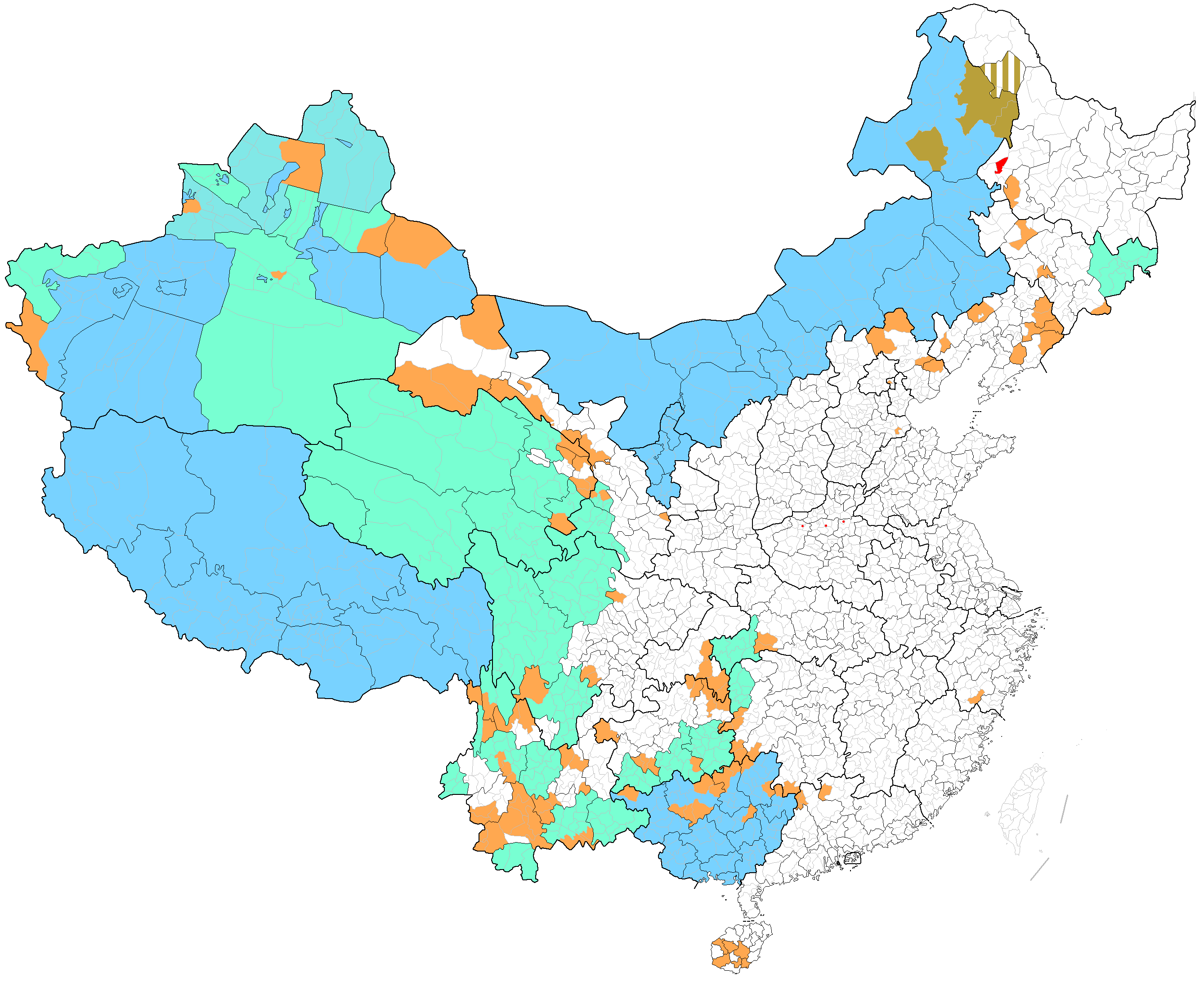
Карта автономных районов Китая и их административного деления.

Административное деление Китайской Народной Республики аналогично административному делению СССР — территории делятся по принципу их заселенности тем или иным этносом и называются автономными районами. Эти районы признаются Конституцией КНР и сами имеют право дробиться на территории. Однако фактически степень автономности таких районов находится под вопросом, так как их руководство согласно Конституции назначается Собранием народных представителей, от которого также зависит законодательство этих районов. Этим автономные территории и отличаются от остальных провинций страны.
Из признанных 55 этнических меньшинств 44 имеют автономные территории. Площадь всех автономных территории занимает около 64% всей территории страны.
Автономные территории Китая находятся в первых трех строках следующей таблицы:
| Уровень       | Тип               | Китайский | Пиньинь   | Количество на июнь 2005 |
| ------------- | ----------------- | --------- | --------- | ----------------------- |
| провинции (1) | Автономные районы | 自治区    | zìzhìqū   | 5                       |
| округа (2)    | Автономные округа | 自治州    | zìzhìzhōu | 30                      |
| уезды (3)     | Автономные уезды  | 自治县    | zìzhìxiàn | 117                     |
| уезды (3)     | Хошуны            | 自治旗    | zìzhìqí   | 3                       |

## Номенклатура

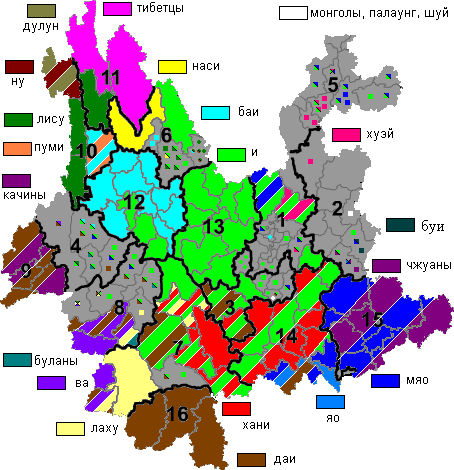
Национальные автономии в Юньнани

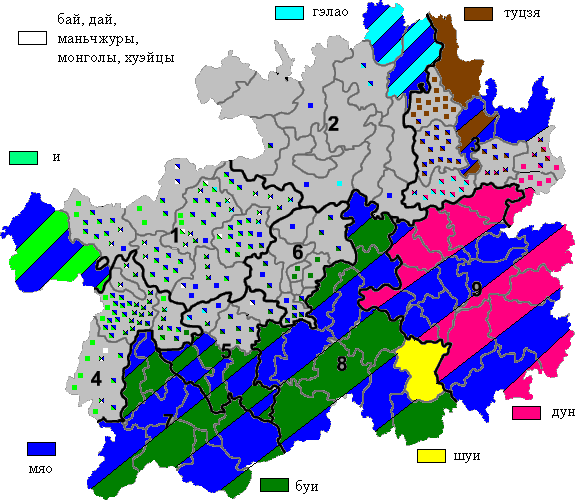
Автономии в Гуйчжоу

Наименования большинства автономных территорий Китая состоят из:
- названия географической области;
- названия проживающего на данной территории этноса;
- слова «автономный»;
- типа административного деления.

Например:
| Уровень | Географический регион | + | Наименование этноса | + | Автономия | + | Админ. деление | = | Наименование                         |
| ------- | --------------------- | - | ------------------- | - | --------- | - | -------------- | - | ------------------------------------ |
| 1       | Гуанси                |   | Чжуаны              |   | Автономия |   | Район          |   | Гуанси-Чжуанский автономный район    |
| 2       | Дэхун                 |   | Дайцы и качины      |   | Автономия |   | Округ          |   | Дэхун-Дай-Качинский автономный округ |
| 3       | Шичжу                 |   | Туцзя               |   | Автономия |   | Уезд           |   | Шичжу-Туцзяский автономный уезд      |
| 3       | Эвенкия               |   | Эвенки              |   | Автономия |   | Хошун          |   | Эвенкийский автономный хошун         |

В названии административной области всегда прибавляется суффикс -族 («национальный»), если не соблюдаются два условия:
- район находится в Синьцзяне;
- название этноса состоит из двух и более слов.

В переводе на английский или русский суффикс -族 не учитывается.
В некоторых автономных районах проживает два и более некитайских этноса, поэтому некоторые административные единицы состоят из названий обеих народностей, либо в их названии присутствует слово «многонациональный». Пример:
| Полное название                                | Месторасположение | Национальность           | Админ. статус    |
| ---------------------------------------------- | ----------------- | ------------------------ | ---------------- |
| Эньши-Туцзя-Мяоский автономный округ           | Эньши             | Туцзя и Мяо              | Автономный округ |
| Шуанцзян-Лаху-Ва-Булан-Дайский автономный уезд | Шуанцзян          | Лаху, Ва, Буланы и Дайцы | Автономный уезд  |
| Лунлиньский многонациональный автономный уезд  | Лунлинь           | Мяо, И и Гэлао           | Автономный уезд  |
| Луншэнский многонациональный автономный уезд   | Луншэн            | Дун, Яо, Мяо             | Автономный уезд  |

Однако есть и исключения из этого правила, такие как Тибетский автономный район или Внутренняя Монголия.

## Юридическая основа
Автономные районы, округа, уезды и хошуны существуют согласно разделу 6 главы 3 (111—122) Конституции КНР. Конституция указывает, что во главе правительства автономных единиц должен стоять представитель одного из населяющих эту территорию этноса. Конституция гарантирует ряд прав, включая независимость финансовой политики, независимость экономического планирования, независимость искусства, науки и культуры, организацию полиции, использование местного языка. В отличие от провинций, где управляют губернаторы, во главе автономных административных единиц стоят председатели.

## История возникновения
Автономные районы, округа, уезды и хошуны были созданы после установления власти коммунистов по примеру Советского Союза. Вначале они имели ту же номенклатуру, что и автономные регионы, входящие в состав провинций, хотя позже эта ситуация была исправлена.
Первым автономным регионом стала Внутренняя Монголия (1947), затем — Синьцзян (1955). В 1957 году этот статус получили Гуанси и Нинся, а в 1965 — Тибет.

## Статистика автономных территорий
Согласно Китайскому Статистическому ежегоднику 2009, данные на конец 2008 года.
|                                                            | автономии провинциального уровня | автономии окружного уровня | автономии окружного уровня | автономии окружного уровня                                | автономии уездного уровня | автономии уездного уровня | автономии уездного уровня           | население автономной территории | население автономной территории | население автономной территории |
| итог (число всех округов входящие в автономные территории) | автономии провинциального уровня | уровень городского уровня  | автономный округ           | итог (число всех уездов входящие в автономные территории) | городской уезд            | автономные уезды          | общая численность населения（万人） | численность меньшинства（万人） | доля меньшинства（%）           |                                 |
| Общее                                                      | 5                                | 77                         | 31                         | 30                                                        | 698                       | 65                        | 120                                 | 18075.39                        | 8616                            | 47.67                           |
| Хэбэй                                                      |                                  |                            |                            |                                                           | 6                         |                           | 6                                   | 202.14                          | 118.73                          | 58.74                           |
| Внутренняя Монголия                                        | 1                                | 12                         | 9                          |                                                           | 101                       | 11                        | 3                                   | 2413.70                         | 533.68                          | 22.11                           |
| Ляонин                                                     |                                  |                            |                            |                                                           | 8                         |                           | 8                                   | 335.75                          | 172.18                          | 51.28                           |
| Гирин                                                      |                                  | 1                          |                            | 1                                                         | 11                        | 6                         | 3                                   | 333.72                          | 114.83                          | 34.41                           |
| Хэйлунцзян                                                 |                                  |                            |                            |                                                           | 1                         |                           | 1                                   | 25.49                           | 5.30                            | 20.80                           |
| Чжэцзян                                                    |                                  |                            |                            |                                                           | 1                         |                           | 1                                   | 16.85                           | 1.83                            | 10.85                           |
| Хубэй                                                      |                                  | 1                          |                            | 1                                                         | 10                        | 2                         | 2                                   | 457.48                          | 247.33                          | 54.06                           |
| Хунань                                                     |                                  | 1                          |                            | 1                                                         | 15                        | 1                         | 7                                   | 501.85                          | 372.38                          | 74.20                           |
| Гуандун                                                    |                                  |                            |                            |                                                           | 3                         |                           | 3                                   | 48.82                           | 18.06                           | 36.98                           |
| Гуанси-Чжуанский автономный район                          | 1                                | 14                         | 14                         |                                                           | 109                       | 7                         | 12                                  | 5049.00                         | 1959                            | 38.80                           |
| Хайнань                                                    |                                  |                            |                            |                                                           | 6                         |                           | 6                                   | 170.77                          | 84.99                           | 49.77                           |
| Чунцин                                                     |                                  |                            |                            |                                                           | 4                         |                           | 4                                   | 265.88                          | 182.6                           | 68.68                           |
| Сычуань                                                    |                                  | 3                          |                            | 3                                                         | 51                        | 1                         | 4                                   | 698.86                          | 408.76                          | 58.49                           |
| Гуйчжоу                                                    |                                  | 3                          |                            | 3                                                         | 46                        | 4                         | 11                                  | 1659.59                         | 984.12                          | 59.30                           |
| Юньнань                                                    |                                  | 8                          |                            | 8                                                         | 78                        | 7                         | 29                                  | 2192.27                         | 1218.83                         | 55.60                           |
| Тибетский автономный район                                 | 1                                | 7                          | 1                          |                                                           | 73                        | 1                         |                                     | 279.23                          | 266.87                          | 95.57                           |
| Ганьсу                                                     |                                  | 2                          |                            | 2                                                         | 21                        | 2                         | 7                                   | 334.17                          | 191.15                          | 57.20                           |
| Цинхай                                                     |                                  | 6                          |                            | 6                                                         | 35                        | 2                         | 7                                   | 341.34                          | 214.12                          | 62.73                           |
| Нинся-Хуэйский автономный район                            | 1                                | 5                          | 5                          |                                                           | 21                        | 2                         |                                     | 617.69                          | 226.74                          | 36.71                           |
| Синьцзян-Уйгурский автономный район                        | 1                                | 14                         | 2                          | 5                                                         | 98                        | 19                        | 6                                   | 2130.81                         | 1294.48                         | 60.75                           |

## Национальные территории

### Уездный уровень
- Национальные районы городского подчинения 4

### Волостной уровень
- Национальные волости КНР 1092
- Национальный посёлок (КНР) 15

### Деревенский уровень
- Национальные деревни КНР ?